# Omer (Michigan)
Omer – miasto w Stanach Zjednoczonych, w stanie Michigan, w hrabstwie Arenac.